# Rosario Segimon
Rosario Segimon Artells (Reus, 2 de octubre de 1870 - 1964) fue una empresaria española,  miembro de la burguesía emergente barcelonesa de principios del siglo XX.

## Biografía
Era hija de Domingo Segimon Freixa, un comerciante de Reus, y de Magdalena Artells. Estuvo casada en primeras nupcias con un acaudalado indiano de Aleixar, José Guardiola Grau (1831-1901), del que heredó una importante fortuna. Posteriormente se casó con el empresario Pedro Milá y Camps.  
En 1906 el matrimonio encargó a Antoni Gaudí la construcción de la Casa Milà, más conocida como la Pedrera. Las relaciones de Rosario Segimon con Gaudí no fueron muy buenas, por la diferencia de criterios sobre la construcción y sobre la decoración y los acabados de la casa, hasta el punto que acabaron pleiteando. Un ejemplo era la imagen monumental con que Gaudí quería coronar la fachada, dedicada a la Virgen del Rosario, en homenaje al nombre de la propietaria, que iba a esculpir Carles Mani. La imagen no se llegó a hacer, si bien permanece la inscripción mariana Ave gratia M plena Dominus tecum en la parte superior de la fachada.
Después de la muerte de Gaudí en 1926, Rosario Segimon se deshizo de buena parte de los muebles que había diseñado Gaudí, e hizo tapar diversos elementos decorativos originales, redecorando su piso en estilo Luis XVI. Cuando la Pedrera fue adquirida por la Caja de Ahorros de Cataluña los elementos escondidos volvieron a ver la luz unos pocos años más tarde, tras una cuidadosa restauración.
En 1940 falleció Pedro Milá, y pocos años después, en 1946, su mujer vendió el inmueble a la Inmobiliaria CIPSA (Compañía Inmobiliaria Provenza, SA), si bien siguió viviendo en su piso hasta su fallecimiento en 1964. Fue enterrada en Aleixar, en el panteón de su primer marido. El Ayuntamiento de Reus le dedicó una calle en su honor.